# Villa Los Patos
Villa Los Patos é uma comuna da província de Córdoba, na Argentina.